# Skrå interne bugmuskel
Skrå indre bugmuskel er en muskel i bugvæggen, der er placeret under den skrå ydre bugmuskel og lige over den tværgående bugmuskel.